# Gliese 611
Gliese 611 è una stella binaria relativamente vicina alla Terra, che si trova ad una distanza di circa 46,9 anni luce dal sistema solare.
Pur non trattandosi di una stella debolissima è difficilmente visibile ad occhio nudo dalla superficie della Terra: la sua magnitudine apparente è infatti 6,66, mentre la magnitudine assoluta è 5,87. Entrambe le componenti appartengono alla sequenza principale;  la classe spettrale stimata della prima componente è G8-V, la seconda, di tipo M4-V, è una debole stella di magnitudine +14,23, separata dalla compagna di circa 1020 U.A..
Nomenclature alternative sono: HD-144579, HIP-78775, SAO-65065, LHS-3152/3150.